# 비뇨생식계
비뇨생식계(genitourinary system, urogenital system)는 생식계와 비뇨계에 속하는 기관들이다. 이들은 서로의 위치가 가깝고, 발생학적 기원이 같고, 남성 요도와 같은 구조에서는 공통 경로를 사용하므로 함께 그룹으로 묶인다. 또한 위치가 가깝기 때문에 생식계와 비뇨계는 함께 그림으로 그려지는 경우가 간혹 있다.
'Apparatus urogenitalis'라는 용어는 Nomina Anatomica에서 사용되었지만 현재 Terminologia Anatomica에서는 사용되지 않는다.

## 발달
배설 기관과 생식 기관은 중간중배엽에서 발달한다. 성체의 기관이 발생하기 이전, 관을 제외하면 순수하게 배아에 존재하며 태아가 되기 전에 거의 완전히 사라지는 구조들이 먼저 만들어진다. 이러한 배아 구조는 양쪽에 있다. 배아 구조물에는 콩팥의 원시 구조인 앞콩팥, 중간콩팥, 뒤콩팥과 성기의 원시 구조인 볼프관, 뮐러관이 있다. 앞콩팥은 매우 일찍 사라진다. 중간콩팥의 구조적 요소는 대부분 퇴화되지만 생식샘이 그 자리에서 발달하여 수컷의 경우 볼프관이, 암컷의 경우 뮐러관이 남아 있다. 중간콩팥의 일부 세뇨관은 성체 신장의 일부를 형성한다.

## 장애

2012년 인구 100만 명당 비뇨생식기 질환으로 인한 사망자 수
22-87
88-106
107-123
124-137
138-148
149-164
165-177
178-214
215-255
256-382

비뇨생식계 장애에는 증상이 나타나지 않는 장애부터 여러 징후와 증상을 나타내는 장애까지 다양한 장애가 들어가 있다. 이러한 장애의 원인에는 선천성 기형, 전염병, 외상, 이차적으로 비뇨기 구조가 관련되어 있는 경우 등이 있다.
일부 병원체는 비뇨생식기 내벽의 점막을 관통하여 신체에 침투할 수 있다.
비뇨생식기에 발생하는 기형에는 다음과 같은 것들이 있다.
- 요도밑열림증
- 요도위열림증
- 음순융합
- 정계정맥류

비뇨생식기 병리학은 요로, 남성 생식기와 고환의 종양이나 비종양 질환의 진단과 특징을 다루는 외과 병리학의 하위 분과이다. 그러나 콩팥의 장애는 일반적으로 신장병리학의 범위에 들어간다. 비뇨생식기 병리학자는 일반적으로 비뇨기과 의사와 긴밀하게 협력한다.

## 같이 보기
- 생식계
- 비뇨계